# Mollinedia glabra
Mollinedia glabra là một loài thực vật thuộc họ Monimiaceae. Đây là loài đặc hữu của Brasil. Chúng hiện đang bị đe dọa vì mất môi trường sống.